# 阿梅代奥·卡尔博尼
阿梅代奥·卡尔博尼（義大利語：Amedeo Carboni，1965年4月6日—），意大利男子足球运动员，场上位置是后卫。他曾代表意大利国家队参加1996年欧洲足球锦标赛，结果止步小组赛。